# Janomamowie

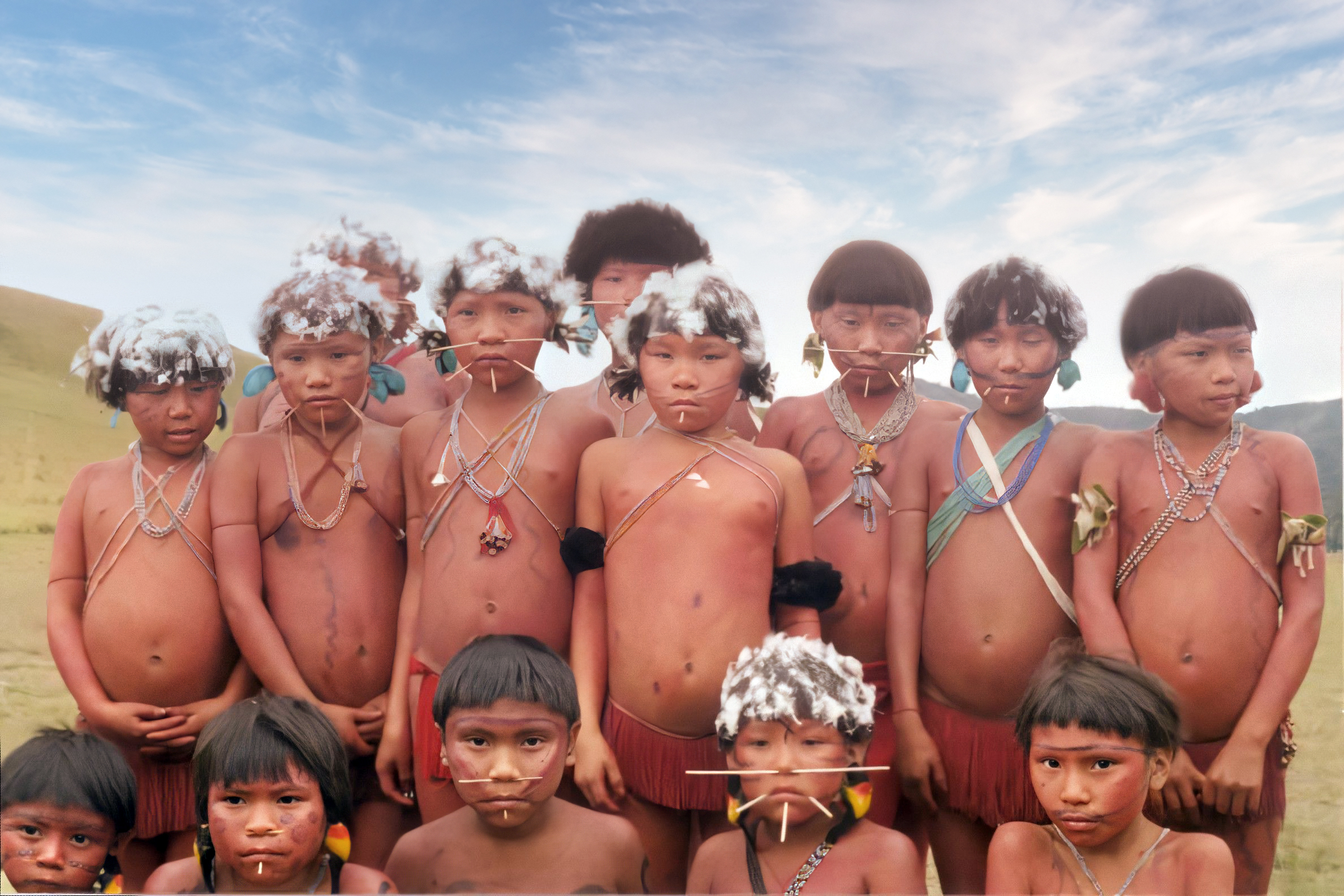
Dzieci z plemienia Yanomami

Janomamowie (ang. Yanomami, Yanomamö) – plemię indiańskie Ameryki Południowej, zamieszkujące Brazylię i Wenezuelę. Liczebność plemienia szacuje się na 20 tysięcy osób. Mniej więcej połowa spośród nich egzystuje na obrzeżach osiedli i misji religijnych, pozostali żyją w ok. 400 skupiskach w dżungli. Język yanomami różni się od pozostałych języków Amazonii. Istnieją przypuszczenia, że Yanomami mogą być potomkami pierwszych mieszkańców Ameryki Południowej.
Yanomami mieszkają w wielkich okrągłych domach o średnicy ponad 50 m. W każdej takiej chacie żyje kilkadziesiąt rodzin. Każda z nich jest skupiona wokół własnego ogniska. Gość Yanomamich może się spodziewać, że gospodarz, dla okazania szacunku, ofiaruje mu na noc swoją żonę.
Członkowie plemienia zajmują się myślistwem, łowią również ryby, niekiedy zatruwając wodę specjalnymi ziołami i korą. Zażywają też halucynogenny proszek zwany epeną, który wciągają nosem. Wierzą, że epena daje im siłę, a myśliwym zapewnia obfitą zdobycz. Spożywają również np. pieczone myszy oraz gotowany mózg małpy.
Do lat 60. XX w. praktycznie nie stykali się z białymi ludźmi. Obecnie planuje się stworzenie na terenach zamieszkanych przez Yanomami rezerwatów chronionych przez wojsko.
Kulturę Indian Yanomami badał amerykański antropolog Napoleon Chagnon. W 1968 r. ukazała się jego książka „Yanomamö: Dzicy Ludzie”.
Zwyczaje oraz życie codzienne Indian Yanomami opisał w swojej książce Piechotą do źródeł Orinoko Wojciech Cejrowski.